# Marès
Ne doit pas être confondu avec Ruisseau du Marès.
Le Marès est une rivière du sud de la France affluent de l'Hers-Mort et sous-affluent de la Garonne.

## Géographie
De 12,7 km de longueur, il prend sa source sur la commune de Avignonet-Lauragais, dans la Haute-Garonne sous le nom de ruisseau des brougues et se jette dans l'Hers-Mort en rive gauche sur la commune de Saint-Rome.

## Départements et communes traversées
- Haute-Garonne : Avignonet-Lauragais, Renneville, Saint-Rome, Villefranche-de-Lauragais, Montgaillard-Lauragais.

## Principaux affluents
- Ruisseau du Marès, 14,6 km
- Ruisseau de Favayrol, 10,3 km
- Ruisseau du Cordet, 3,5 km
- Ruisseau des Barelles, 9,1 km
- La Grasse, 18 km